# Plumatella casmiana
Plumatella casmiana is een mosdiertjessoort uit de familie van de Plumatellidae. De wetenschappelijke naam van de soort is voor het eerst geldig gepubliceerd in 1907 door Oka.